# Epicoccum sibiricum
Epicoccum sibiricum är en lavart som beskrevs av Lavrov 1948. Epicoccum sibiricum ingår i släktet Epicoccum och familjen Pleosporaceae.   Inga underarter finns listade i Catalogue of Life.